# Wilhelm Fabricius (Historiker, 1861)
Wilhelm Fabricius (* 9. Januar 1861 in Darmstadt; † 24. Oktober 1920) war ein deutscher Historiker.

## Leben
Wilhelm Fabricius war ein Sohn des Finanzpolitikers und Statistikers August Karl Fabricius und jüngerer Bruder des Althistorikers Ernst Fabricius. Er erlangte sein Abitur an einem Gymnasium in Straßburg. 1888 promovierte er an der Kaiser-Wilhelm-Universität Straßburg mit einer Dissertation über den hellenistischen Geographen Strabon zum Dr. phil. Aufgrund einer Lähmung durch eine Erkrankung des Rückenmarks war Fabricius allzeit pflegebedürftig.
Zu seinen wichtigsten Veröffentlichungen gehören vier Hauptkarten (in 14 Blättern) des Geschichtlichen Atlasses der Rheinprovinz und fünf Erläuterungsbände zu diesem Atlas, die er ab 1894 im Auftrag der Gesellschaft für Rheinische Geschichtskunde erarbeitete. Er gilt als erstes, historisch-kritischen Ansprüchen genügendes und methodisch bahnbrechendes Kartenwerk zur Geschichte der Rheinlande und wurde zum Vorbild für andere Kartenwerke zur Landesgeschichte.
Bei der Wahl des Bearbeitungsraumes orientierte Fabricius sich nicht an der Vielzahl der Territorien des alten Reiches, sondern an der relativ jungen Verwaltungseinheit Rheinprovinz, in deren Rahmen sich ein rheinisches Zusammengehörigkeitsgefühl entwickeln konnte. Das Werk von Fabricius bildete die Grundlage für den 1926 von Hermann Aubin und Josef Niessen herausgegebenen Handatlas, der 1950 als Geschichtlicher Handatlas der deutschen Länder am Rhein in erweiterter Fassung neu aufgelegt wurde. Der Geschichtliche Atlas der Rheinlande baut auf diesen älteren Darstellungen auf.
Ende 1918 verlieh ihm der preußische Kultusminister den Professorentitel. Zuletzt war Fabricius Vorsitzender des geschäftsführenden Ausschusses der Reichs-Limeskommission (RLK).

## Schriften (Auswahl)
- Theophanes von Mytilene und Quintus Dellius als Quellen der Geographie des Strabon. Heitz, Strassburg 1888, 235 S. (Univ., Diss.)
- Das Pfälzische Oberamt Simmern. In: Westdeutsche Zeitschrift für Geschichte und Kunst, 28/1909, S. 70–131. (Digitalisat im Internet Archive)
- Die Herrschaften des Unteren Nahegebietes. (Geschichtlicher Atlas der Rheinprovinz. Erläuterungen 6). Behrendt, Bonn 1914, 110* S. und 668 S. (Digitalisat des Landesbibliothekszentrums Rheinland-Pfalz Koblenz), (Google-Books; eingeschränkte Vorschau)
- Güter-Verzeichnisse und Weistümer der Wild- und Rheingrafschaft. (Trierisches Archiv. Ergänzungsheft 12). Lintz, Trier 1911, 128 S. (Digitalisat des Landesbibliothekszentrums Rheinland-Pfalz Koblenz)
- Die Grafschaft Veldenz. Ein Beitrag zur geschichtlichen Landeskunde des ehemaligen Nahegaus. In: Mitteilungen des Historischen Vereins der Pfalz, 33/1913, S. 1–91 u. 36/1916, S. 1–48.